# Laurisilva
Laurisilva (Spaans voor 'laurierbos') (Pruno hixae-Lauretalia novocanariensis) is een orde van plantengemeenschappen gekenmerkt door bomen die merendeels tot de laurierfamilie behoren. Dit type bos komt voor op Madeira (Laurisilva van Madeira, Natuurpark Madeira), de Azoren, de archipel Kaapverdië en de Canarische Eilanden. De wetenschappelijke naam van deze orde heeft betrekking op de twee kenmerkende soorten, de laurierkers Prunus lusitanica subsp. hixa en de Canarische laurier Laurus novocanariensis.
Het laurierbos heeft een oude oorsprong en is afkomstig van Noord-Afrika en Europa waar voor de ijstijden een bostype voorkwam met altijdgroene bladeren. Door de geringe afstand konden vele planten de eilanden koloniseren. Deze oude flora, ook wel Tertiaire flora genaamd, is door de ijstijden in Europa vrijwel uitgeroeid. Fossiele bladeren zijn onder meer in Frankrijk en Duitsland gevonden. Door de verdroging van de Sahara in de laatste 20.000 jaar is deze Tertiaire flora ten slotte teruggedrongen tot Macaronesië en aan de oostkant van Afrika: het eiland Socotra. Daar kon ze overleven als een relictflora doordat het klimaat vrijwel constant bleef als gevolg van de lage breedtegraad, de neerslag van de passaatwinden en de matigende invloed van de oceanische ligging.
Kortom een indruk van hoe de bossen die in West-Europa zo'n 25 miljoen jaar geleden voorkwamen eruitzagen, is nu nog alleen in dit gebied te verkrijgen. Deze relicten heten ook wel paleo-endemen (paleo = oud) en betreffen vooral bomen uit de familie der laurierachtigen (Laurus novocanariensis, Laurus azorica, Persea indica, Ocotea foetens en Apollonias barbujana) en andere altijd groene bomen zoals onder andere Myrica faya, Prunus lusitanica, Visnea mocarena, Picconia excelsa, Ilex platyphylla en Ilex canariensis. Opvallend is dat deze vertegenwoordigers van de oude Tertiaire flora van West-Europa allemaal hetzelfde leerachtige en lauriervormige blad hebben.
De ouderdom van deze vegetatie wordt ook geïllustreerd doordat van veel soorten de naaste verwanten alleen zeer ver weg voorkomen. Van de drakenbloedboom (Dracaena draco) komen er verwanten voor in Afrika langs de Rode Zee. De naaste verwant van Apollonias barbujana komt voor in Zuid India. Voor het varentje Adiantum reniforme is die pas op Madagaskar te vinden. Picconia excelsa is de kampioen met een grote groep verwanten in Oost Australië. Voor andere geslachten zijn er vertegenwoordigers in Noord- en Zuid-Amerika, Zuid-Afrika en Oost-Azië te vinden. Als vuistregel geldt dat hoe groter de afstand tot de naaste verwanten, hoe ouder de soort of het geslacht is. Deze verspreiding wordt verondersteld te zijn ontstaan door de beweging van de continenten en niet door een actieve verspreiding van de voorouders van de soorten zelf.
- Gemeinsame Normdatei: 4349975-2